# 蒙自蹄盖蕨
蒙自蹄盖蕨（学名：Athyrium mengtzeense）为蹄盖蕨科蹄盖蕨属下的一个种。

## 扩展阅读
- 維基物種上的相關：蒙自蹄盖蕨